# Prix Alex
Les prix Alex sont un prix littéraire des États-Unis qui récompense annuellement « dix ouvrages écrits pour des adultes qui ont un attrait particulier pour les jeunes de 12 à 18 ans ». C'est un prix de l'American Library Association, qui dévoile chaque année une liste de ses meilleurs livres pour jeunes adultes, dont sont extraits les dix meilleurs.
Tenant son nom de la bibliothécaire Margaret A. Edwards (en), surnommée « Alex », il est parrainé par le Margaret Alexander Edwards Trust et le magazine Booklist (en). Créé en 1998, il est depuis 2002 administré par la Young Adult Library Services Association (en), une division de l'American Library Association.

## Lauréats

### Années 1990

#### 1998
- The Secret Family: Twenty-four Hours inside the Mysterious Worlds of Our Minds and Bodies par David Bodanis (en)
- All Over but the Shoutin par Rick Bragg (en)
- Sugar in the Raw: Voices of Young Black Girls in America par Rebecca Carroll (en)
- What Girls Learn par Karin Cook
- Snow in August par Pete Hamill
- La Tempête (The Perfect Storm: A True Story of Men against the Sea) par Sebastian Junger
- Tragédie à l'Everest (Into Thin Air: A Personal Account of the Mt. Everest Disaster) par Jon Krakauer
- Lest We Forget: The Passage from Africa to Slavery and Emancipation par Velma Maia Thomas (en)
- De l'autre côté du paradis (Only Twice I've Wished for Heaven) par Dawn Turner Trice
- Sans parler du chien (To Say Nothing of the Dog) par Connie Willis

#### 1999
- Les Survivants de l'Antarctique (The Endurance: Shackleton's Legendary Antarctic Expedition) par Caroline Alexander (en)
- Getting In par James Finney Boylan
- Needles par Andie Dominick
- Coup tordu (At All Costs) par John Gilstrap
- Space par Jesse Lee Kercheval (en)
- Last Days of Summer par Steve Kluger (en)
- Légendes (Legends: Stories by the Masters of Modern Fantasy) par Robert Silverberg
- S.O.S. Antarctica (Antarctica) par Kim Stanley Robinson
- Almost a Woman par Esmeralda Santiago (en)
- Demi-teinte (Caucasia) par Danzy Senna (en)

### Années 2000
| Sommaire : | - Haut - 2000 - 2001 - 2002 - 2003 - 2004 - 2005 - 2006 - 2007 - 2008 - 2009 |

#### 2000
- High Exposure: An Enduring Passion for Everest and Unforgiving Places par David Breashears
- La Stratégie de l'ombre (Ender's Shadow) par Orson Scott Card
- River, Cross My Heart par Breena Clarke (en)
- Educating Esmé: Diary of a Teacher's First Year par Esmé Raji Codell
- The Reappearance of Sam Webber par Jonathon Scott Fuqua
- Stardust (Stardust) par Neil Gaiman
- The Hungry Ocean: A Swordboat Captain's Journey par Linda Greenlaw (en)
- Barefoot Heart: Stories of a Migrant Child par Elva Trevino Hart
- Le Chant des plaines (Plainsong) par Kent Haruf
- Imani mon amour (Imani All Mine) par Connie Porter (en)

#### 2001
- Chang et Eng (Chang and Eng: A Novel) par Darin Strauss
- Counting Coup par Larry Colton (en)
- Sœur des cygnes (Daughter of the Forest) par Juliet Marillier
- Carmen, Nevada (Diamond Dogs) par Alan Watt
- Flags of Our Fathers par James Bradley et Ron Powers (en)
- La Jeune Fille à la perle (Girl with a Pearl Earring) par Tracy Chevalier
- La Véritable Histoire de Moby Dick : Le Naufrage de l'Essex qui inspira Herman Melville (In the Heart of the Sea: The Tragedy of the Whaleship Essex) par Nathaniel Philbrick
- L'Homme qui mangea un 747 (The Man Who Ate the 747) par Ben Sherwood (en)
- The Sand Reckoner par Gillian Bradshaw
- Soldier: A Poet's Childhood par June Jordan

#### 2002
- 1666 (Year of Wonders: A Novel of the Plague) par Geraldine Brooks
- An American Insurrection: The Battle of Oxford, Mississippi par William Doyle
- Gabriel's Story par David Anthony Durham
- L'Amérique pauvre : Comment ne pas survivre en travaillant (Nickel and Dimed: On (Not) Getting by in Boom-Time America) par Barbara Ehrenreich
- Le Premier Souffle (Peace Like a River) par Leif Enger (en)
- The Wilderness Family: At Home with Africa's Wildlife par Kobie Kruger
- Kit's Law par Donna Morrissey
- The Rover par Mel Odom (en)
- Motherland par Vineeta Vijayaraghavan
- Black, White, and Jewish: Autobiography of a Shifting Self par Rebecca Walker

#### 2003
- Mes cent démons ! (One! Hundred! Demons!) par Lynda Barry
- Saison noire (My Losing Season) par Pat Conroy
- Seeing in the Dark: How Backyard Stargazers Are Probing Deep Space and Guarding Earth from Interplanetary Peril par Timothy Ferris (en)
- L'Affaire Jane Eyre (The Eyre Affair) par Jasper Fforde
- Le Choix des Morrison (Crow Lake) par Mary Lawson
- The Year of Ice par Brian Malloy
- Quand l'empereur était un dieu (When the Emperor was Divine) par Julie Otsuka
- Un amour de jeunesse (The Dive from Clausen's Pier) par Ann Packer (en)
- The Fall of Rome par Martha Southgate (en)
- 10th Grade par Joseph Weisberg

#### 2004
- Wonder When You'll Miss Me par Amanda Davis (en)
- Le Bizarre Incident du chien pendant la nuit (The Curious Incident of the Dog in the Night-Time) par Mark Haddon
- Les Cerfs-volants de Kaboul (The Kite Runner) par Khaled Hosseini
- Le temps n'est rien (The Time Traveler's Wife) par Audrey Niffenegger
- La vie ailleurs (Drinking Coffee Elsewhere) par ZZ Packer (en)
- Macchabées : La Vie mystérieuse des cadavres (Stiff) par Mary Roach
- True Notebooks par Mark Salzman (en)
- Persepolis par Marjane Satrapi
- Maisie Dobbs (Maisie Dobbs) par Jacqueline Winspear
- Leave Myself Behind par Bart Yates (en)

#### 2005
- Candyfreak: A Journey through the Chocolate Underbelly of America par Steve Almond (en)
- Swimming to Antarctica: Tales of a Long-Distance Swimmer par Lynne Cox
- Donorboy par Brendan Halpin
- Des plongeurs et des ombres (Shadow Divers) par Robert Kurson (en)
- Work of Wolves par Kent Meyers
- Truth & Beauty: A Friendship par Ann Patchett
- Ma vie pour la tienne (My Sister's Keeper) par Jodi Picoult
- Thinner Than Thou par Kit Reed
- Project X (Project X) par Jim Shepard (en)
- Rats: Observations on the History and Habitat of the City's Most Unwanted Inhabitants par Robert Sullivan

#### 2006
- Midnight at the Dragon Café par Judy Fong Bates (en)
- En cage (Upstate) par Kalisha Buckhanon (en)
- Anansi Boys (Anansi Boys) par Neil Gaiman
- La Disparition d'Anastasia Cayne (As Simple As Snow) par Gregory Galloway (en)
- Auprès de moi toujours (Never Let Me Go) par Kazuo Ishiguro
- Le Bar de l'enfer (Gil's All Fright Diner) par A. Lee Martinez (en)
- The Necessary Beggar par Susan Palwick (en)
- My Jim par Nancy Rawles (en)
- Jesus Land: A Memoir par Julia Scheeres (en)
- Le Château de verre (The Glass Castle: A Memoir) par Jeannette Walls

#### 2007
- Le Livre des choses perdues (The Book of Lost Things) par John Connolly
- The Whistling Season par Ivan Doig (en)
- Eagle Blue: A Team, A Tribe, and A High School Basketball Season in Arctic Alaska par Mike D'Orso (en)
- De l'eau pour les éléphants (Water for Elephants) par Sara Gruen
- Floor of the Sky par Pamela Carter Joern
- Color of the Sea par John Hamamura
- The Blind Side : L'Éveil d'un champion (The Blind Side: Evolution of a Game) par Michael Lewis
- Le Fond des forêts (Black Swan Green) par David Mitchell
- Le Monde à l'endroit (The World Made Straight) par Ron Rash
- Le Treizième Conte (The Thirteenth Tale) par Diane Setterfield

#### 2008
- American Shaolin: Flying Kicks, Buddhist Monks, and the Legend of Iron Crotch: An Odyssey in the New China par Matthew Polly (en)
- Bad Monkeys (Bad Monkeys) par Matt Ruff
- Essex County (Essex County : Volume 1: Tales from the Farm) par Jeff Lemire
- Genghis: Birth of an Empire par Conn Iggulden
- Le Dieu des animaux (The God of Animals) par Aryn Kyle (en)
- Le Chemin parcouru : Mémoires d'un enfant soldat (A Long Way Gone: Memoirs of a Boy Soldier) par Ishmael Beah
- Mister Pip (Mister Pip) par Lloyd Jones (en)
- Le Nom du vent (The Name of the Wind]) par Patrick Rothfuss
- The Night Birds par Thomas Maltman
- Spellman & associés (The Spellman Files) par Lisa Lutz

#### 2009
- La Ville des voleurs (City of Thieves) par David Benioff
- The Dragons of Babel par Michael Swanwick
- Finding Nouf par Zoë Ferraris (en)
- Le Bon Larron (The Good Thief) par Hannah Tinti
- Juste avant le crépuscule (Just After Sunset: Stories) par Stephen King
- Mudbound (Mudbound) par Hillary Jordan
- Over and Under par Todd Tucker
- The Oxford Project par Stephen G. Bloom (en)
- Crocs (Sharp Teeth) par Toby Barlow
- Trois filles et leur frère (Three Girls and Their Brother) par Theresa Rebeck (en)

### Années 2010
| Sommaire : | - Haut - 2010 - 2011 - 2012 - 2013 - 2014 - 2015 - 2016 - 2017 - 2018 - 2019 |

#### 2010
- Le Garçon qui dompta le vent (The Boy Who Harnessed the Wind: Creating Currents of Electricity and Hope) par William Kamkwamba et Bryan Mealer
- La Balade de Pell Ridley (The Bride's Farewell) par Meg Rosoff
- L'avenir n'est pas écrit (Everything Matters!) par Ron Currie, Jr (en)
- De bons petits soldats (The Good Soldiers) par David Finkel (en)
- The Kids Are All Right: A Memoir par Diana Welch et Liz Welch
- Les Magiciens (The Magicians) par Lev Grossman
- L'Abandon (My Abandonment) par Peter Rock (en)
- Sans âme (Soulless: An Alexia Tarabotti Novel) par Gail Carriger
- Sutures (Stitches: A Memoir) par David Small
- Tunneling to the Center of the Earth par Kevin Wilson (en)

#### 2011
- The Boy Who Couldn't Sleep and Never Had To par D. C. Pierson (en)
- Breaking Night: A Memoir of Forgiveness, Survival, and My Journey from Homeless to Harvard par Liz Murray
- Girl in Translation par Jean Kwok
- The House of Tomorrow par Peter Bognanni
- The Lock Artist par Steve Hamilton
- La Singulière Tristesse du gâteau au citron (The Particular Sadness of Lemon Cake) par Aimee Bender
- Les Radley (The Radleys) par Matt Haig
- Les faucheurs sont les anges (The Reapers Are the Angels) par Alden Bell
- Room (Room) par Emma Donoghue
- The Vanishing of Katharina Linden par Helen Grant

#### 2012
- Big Girl Small par Rachel DeWoskin
- In Zanesville par Jo Ann Beard (en)
- Dictionnaire d'un amour (The Lover's Dictionary) par David Levithan
- The New Kids: Big Dreams and Brave Journeys at a High School for Immigrant Teens par Brooke Hauser
- Le Cirque des rêves (The Night Circus) par Erin Morgenstern
- Player One (Ready Player One) par Ernest Cline
- Robopocalypse (Robopocalypse) par Daniel H. Wilson
- Bois sauvage (Salvage the Bones) par Jesmyn Ward
- Le Journal de Frankie Pratt (The Scrapbook of Frankie Pratt: A Novel in Pictures) par Caroline Preston
- The Talk-Funny Girl par Roland Merullo (en)

#### 2013
- Caring is Creepy par David Zimmerman (en)
- La Fille (Girlchild) par Tupelo Hassman (en)
- Juvenile in Justice par Richard Ross (en)
- M. Pénombre, libraire ouvert jour et nuit (Mr. Penumbra's 24-Hour Bookstore) par Robin Sloan (en)
- Mon ami Dahmer (My Friend Dahmer) par Derf Backderf
- One Shot at Forever par Chris Ballard (en)
- Pure (Pure) par Julianna Baggott
- Dans le silence du vent (The Round House) par Louise Erdrich
- Dites aux loups que je suis chez moi (Tell The Wolves I'm Home) par Carol Rifka Brunt (en)
- Bernadette a disparu (Where'd You Go, Bernadette?) par Maria Semple (en)

#### 2014
- Brewster par Mark Slouka
- Le Doux Venin des abeilles (The Death of Bees) par Lisa O'Donnell
- Golden Boy par Abigail Tarttelin (en)
- Pitié pour leurs âmes (Help for the Haunted) par John Searles (en)
- Lexicon (Lexicon: A Novel) par Max Barry
- Lives of Tao par Wesley Chu (en)
- Notre mère (Mother, Mother) par Koren Zailckas (en)
- Délices : Ma vie en cuisine (Relish: My Life in the Kitchen) par Lucy Knisley
- Tes mots sur mes lèvres (The Sea of Tranquility) par Katja Millay
- Alex Woods face à l'univers (The Universe Versus Alex Woods) par Gavin Extence (en)

#### 2015
- Toute la lumière que nous ne pouvons voir (All the Light We Cannot See) par Anthony Doerr
- Bellweather Rhapsody par Kate Racculia (en)
- Bingo's Run (Bingo's Run) par James A. Levine
- Les Assassins de la 5e B (Confessions) par Kanae Minato
- Tout ce qu'on ne s'est jamais dit (Everything I Never Told You) par Celeste Ng
- Les Enfermés (Lock In) par John Scalzi
- Seul sur Mars (The Martian) par Andy Weir
- Le Fils du terroriste (The Terrorist's Son: A Story of Choice) par Zak Ebrahim (en)
- Those Who Wish Me Dead par Michael Koryta
- Le Loup dans le camion blanc (Wolf in White Van) par John Darnielle (en)

#### 2016
- Six jours (All Involved) par Ryan Gattis
- Une colère noire : Lettre à mon fils (Between the World and Me) par Ta-Nehisi Coates
- Bones & All par Camille DeAngelis (en)
- Futuristic Violence and Fancy Suits par David Wong
- La Jeune Fille et la Guerre (Girl at War) par Sara Nović (en)
- La Moitié d'un roi (Half the World) par Joe Abercrombie
- Humans of New York: Stories par Brandon Stanton
- Un cœur pur (Sacred Heart) par Liz Suburbia
- Undocumented: A Dominican Boy's Odyssey from a Homeless Shelter to the Ivy League par Dan-el Padilla Peralta (en)
- The Unraveling of Mercy Louis par Keija Parssinen

#### 2017
- The Queen of Blood par Sarah Beth Durst (en)
- The Regional Office is Under Attack! par Manuel Gonzales
- In the Country We Love: My Family Divided par Diane Guerrero et Michelle Burford
- Buffering: Unshared Tales of a Life Fully Loaded par Hannah Hart
- Arena par Holly Jennings
- Les Portes perdues (Every Heart a Doorway) par Seanan McGuire
- Romeo and/or Juliet: A Choosable-Path Adventure par Ryan North
- Die Young with Me: A Memoir par Rob Rufus
- The Wasp that Brainwashed the Caterpillar par Matt Simon
- The Invisible Life of Ivan Isaenko par Scott Stambach (en)

#### 2018
- Défaillances systèmes (All Systems Red) par Martha Wells
- Le Cœur perdu des automates (The Clockwork Dynasty) par Daniel H. Wilson
- De brindilles et d'os (Down Among the Sticks and Bones) par Seanan McGuire
- Electric Arches par Eve Ewing (en)
- A Hope More Powerful Than the Sea par Melissa Fleming
- Malagash par Joey Comeau (en)
- Winter Road (Roughneck) par Jeff Lemire
- La Place du mort (She Rides Shotgun) par Jordan Harper
- Things We Have in Common par Tasha Kavanagh
- An Unkindness of Magicians par Kat Howard (en)

#### 2019
- Les Tambours du dieu noir (The Black God's Drums) par P. Djèlí Clark
- The Book of Essie par Meghan MacLean Weir
- Circé (Circe) par Madeline Miller
- Une éducation (Educated: A Memoir) par Tara Westover
- La Fille au sourire de perles (The Girl Who Smiled Beads: A Story of War and What Comes After) par Clemantine Wamariya et Elizabeth Weil (en)
- Green par Sam Graham-Felsen (en)
- Dans la nuit noire (Home After Dark) par David Small
- Lumières noires (How Long 'Til Black Future Month?) par N. K. Jemisin
- Lawn Boy par Jonathan Evison (en)
- La Fileuse d'argent (Spinning Silver) par Naomi Novik

### Années 2020
| Sommaire : | - Haut - 2020 - 2021 - 2022 - 2023 - 2024 |

#### 2020
- Un gars et son chien à la fin du monde (A Boy and His Dog at the End of the World) par C. A. Fletcher (en)
- Do You Dream of Terra-Two? par Temi Oh
- Dominicana par Angie Cruz (en)
- Genre queer (Gender Queer: A Memoir) par Maia Kobabe
- High School par Tegan and Sara
- In Waves (In Waves) par AJ Dungo
- Middlegame par Seanan McGuire
- Nickel Boys (The Nickel Boys) par Colson Whitehead
- My Dear F***ing Prince (Red, White & Royal Blue) par Casey McQuiston
- The Swallows par Lisa Lutz

#### 2021
- Soleil noir (Black Sun) par Rebecca Roanhorse
- La Maison au milieu de la mer Céruléenne (The House in the Cerulean Sea) par T. J. Klune
- The Impossible First: From Fire to Ice - Crossing Antarctica Alone par Colin O’Brady
- Kent State : Quatre morts dans l'Ohio (Kent State: Four Dead in Ohio) par Derf Backderf
- The Kids Are Gonna Ask par Gretchen Anthony
- Un bon indien est un indien mort (The Only Good Indians) par Stephen Graham Jones
- Plain Bad Heroines par Emily M. Danforth
- L'Architecte de la vengeance (Riot Baby) par Tochi Onyebuchi (en)
- Solutions and Other Problems par Allie Brosh (en)
- We Ride Upon Sticks: A Novel par Quan Barry (en)

#### 2022
- Light from Uncommon Stars par Ryka Aoki
- The One Hundred Years of Lenni and Margot par Marianne Cronin
- Cœur de sorcière (The Witch's Heart) par Genevieve Gornichec
- The Library of the Dead par T. L. Huchu
- How Lucky par Will Leitch (en)
- Winter’s Orbit par Everina Maxwell
- Le Code Rose (The Rose Code) par Kate Quinn
- Crossing the Line: A Fearless Team of Brothers and the Sport That Changed Their Lives Forever par Kareem Rosser
- Lore Olympus : Volume 1 (Lore Olympus, Vol. 1) par Rachel Smythe
- Malice par Heather Walter

#### 2023
- Recherche gentleman fortuné (A Lady’s Guide to Fortune-Hunting) par Sophie Irwin
- Babel (Babel, Or the Necessity of Violence: An Arcane History of the Oxford Translators' Revolution) par R. F. Kuang
- Chef’s Kiss par Jarrett Melendez
- La Fille de la déesse de la Lune (Daughter of the Moon Goddess) par Sue Lynn Tan
- I’m Glad My Mom Died par Jennette McCurdy
- Solito: A Memoi par Javier Zamora (en)
- The High Desert: Black. Punk. Nowhere. par James Spooner (en)
- La Société protectrice des Kaijus (The Kaiju Preservation Society) par John Scalzi
- True Biz par Sara Nović (en)
- Wash Day Diaries par Jamila Rowser (en)

#### 2024
- La Fille perdue du peuple Cree (Bad Cree) par Jessica Johns (en)
- Le Dernier Combat de Loretta Thurwar (Chain-Gang All-Stars) par Nana Kwame Adjei-Brenyah (en)
- Chlorine (Chlorine) par Jade Song
- Fourth Wing (Fourth Wing) par Rebecca Yarros
- The Hard Parts: A Memoir of Courage and Triumph par Oksana Masters
- American Boys (I Will Greet the Sun Again) par Khashayar J. Khabushani
- Maame par Jessica George
- Superméchant débutant (Starter Villain) par John Scalzi
- The Talk (The Talk) par Darrin Bell
- Whalefall par Daniel Kraus (en)